# 阿諾德·金里奇
阿諾德·金里奇（Arnold Gingrich，1903年12月5日—1976年7月9日）與David A. Smart為《君子雜誌》（Esquire）的共同創辦人，並擔任其編輯。他在1933年創辦該雜誌，並擔任其編輯直至1961年。 
金里奇1903年出生於密歇根州的大急流城。他曾替歐奈斯特·海明威、威廉·福克納、約翰·史坦貝克、湯瑪士·沃爾夫（Thomas Wolfe）、约翰·多斯·帕索斯、杜魯門·卡波特、諾曼·梅勒與蓋瑞·威爾斯（Garry Wills）等作家出版過書籍。他也是在1930年代少數替佛蘭西斯·史考特·基·費茲傑羅出版的編輯之一，出版了他的The Pat Hobby Stories。
金里奇也出版了傑克·伍德佛的作品，伍德佛在1920年代與金里奇為廣告公司的同事。他替伍德佛關於寫作以及出版的作品《嘗試和錯誤》（Trial and error）寫了引介。

## 著作
- Arnold Gingrich. . Alfred A. Knopf. 1966. ISBN 9780452260085.
- Arnold Gingrich. . Winchester Press. 1974. ISBN 9780876911570.